# Ole Quast
Ole Quast (né le 9 octobre 1989 à Hambourg-Mitte) est un coureur cycliste allemand, spécialisé dans la pratique du cyclo-cross. 

## Palmarès en cyclo-cross
- 2006-2007
  -  Champion d'Allemagne de cyclo-cross juniors
- 2007-2008
  - 3e du championnat d'Allemagne de cyclo-cross espoirs
- 2008-2009
  - 3e du championnat d'Allemagne de cyclo-cross espoirs
- 2010-2011
  -  Champion d'Allemagne de cyclo-cross espoirs
- 2013-2014
  - Stevens Cyclocross Cup, Hambourg
- 2014-2015
  - Kronborg Cyclocross, Helsingør

## Palmarès sur route

### Par année
- 2014
  - Rund um den Bramscher Berg
- 2015
  - 3e du championnat d'Allemagne du contre-la-montre par équipes
- 2017
  - 2e du Tour of America's Dairyland

### Classements mondiaux
| Année           | 2015   |
| --------------- | ------ |
| UCI Europe Tour | 1 173e |